# Gábori Emil
Gábori Emil (születési neve Gabrovitz Emil) (Rákosliget, 1909. január – 1958 után) magyar teniszező, 21-szeres magyar bajnok, a Roland Garros kétszeres elődöntőse (1938, 1939), főiskolai világbajnok (1935), 1931–1939 között a magyar Davis-kupa csapat tagja, edző.
Szép stílusban, tökéletes technikával teniszezett, sokak szerint csak erőnléti hiányosságok miatt nem ért el további nagy eredményeket.
A Budapest Székesfőváros Elektromos Művei Rt. hivatalnokaként dolgozott. 1945-ben vonult vissza a versenyzéstől. Összesen huszonegy magyar bajnoki címet gyűjtött (egyesben háromszor, párosban négyszer, vegyes párosban kétszer, csapatban hétszer, a magyar nemzetközi bajnokságokon egyesben egyszer, párosban négyszer nyert; ezek mellett 1932-ben fedett pályás bajnok lett párosban). Visszavonulása után a Budapesti Egyetemi Atlétikai Club (BEAC) edzője lett. 1948-ban Dél-Amerikába költözött, Argentínában folytatta az edzősködést.

## Élete és sportpályafutása
Apja, Gabrovitz Emil, és nagybátyja, Gabrovitz Kornél futballoztak, előbbi szerepelt a magyar labdarúgás első válogatott mérkőzésén, de a tenisz sem volt idegen a számára, 1903-ban a Ferencvárosi Torna Club első versenyén egyesben győzött.

## Versenyzői pályafutása
A Rákosligeti Úszó Egyesületben kezdett sportolni, majd 1928-tól a Magyar Athleticai Klub (MAC) versenyzője lett. Első nagy eredményét 1930-ban a magyar bajnokságban érte el, ahol Kehrling Bélával elsők lettek a párosok között. Ugyanebben az évben a magyar nemzetközi fedettpályás bajnokságon a döntőben kapott ki  Krepuska Tibortól, és a döntőbe jutott Belgrádban is egy nemzetközi versenyen. A következő évben Zichy Imre párjaként nyert aranyérmet a magyar bajnokságon. 1931-ben a döntőbe jutott a jugoszláv nemzetközi bajnokságon, és a magyar bajnokságon is a fináléban vesztett Kehrling Béla ellen. 1932-ben is bejutott a magyar bajnokság döntőjébe, azonban még ebben az évben is alulmaradt Kehrling Béla ellenében.
1933–1936 között az Újpesti Torna Egylet (UTE) színeiben versenyzett. 1933-ban a döntőben kapott ki a magyar nemzetközi bajnokságon, de ebben az évben megszakította Kehrling Béla húsz évig tartó egyeduralmát egyesben, majd 1934-ben megvédte címét. 1935-ben a döntőben szenvedett vereséget Szigeti Ottótól.  A férfi egyest harmadszor 1937-ben nyerte meg.
1935-ben már Gábori néven játszott, és Budapesten főiskolai világbajnok lett párosban, Ferenczy Emillel az oldalán, egyesben ezüstérmet szerzett. Ebben az évben Breslauban is a döntőig jutott a nemzetközi versenyen, és ugyancsak a döntőben szenvedett vereséget a magyar nemzetközi bajnokságon.
1937-ben visszatért a MAC-hoz, és megnyerte az egyes és a páros magyar bajnokságot is. 1938-ban a döntőben maratoni küzdelemben maradt alul Szigeti Ottóval szemben. Utolsó bajnoki címét 1945-ben Szigeti Ottóval párosban szerezte.
A legnagyobb sikereit a párizsi Roland Garroson aratta, ahol 1938-ban, majd 1939-ben is az elődöntőbe jutott a párosok között; előbb Szigeti Ottó, másodszor a francia Paul Féret volt a partnere. 1938-ban a Roland Garroson, 1939-ben Wimbledonban jut el a 4. fordulóig egyesben. 1939-ben megnyerte a magyar nemzetközi bajnokságot. 1940-ben a döntőben maradt alul Asbóth Józseffel szemben a Budapest-bajnokságon, a magyar nemzetközi bajnokságon, és a milánói nemzetközi versenyen is.
A magyar válogatottban 1931 és 1939 között harminc mérkőzést játszott a Davis Kupában, 1941-ben tagja volt a Közép-európai Kupát (Trofeo Roma) nyert csapatnak.
1951 körül a brazil teniszszövetség meghívására Brazíliába költözött, ahol teniszoktatással foglalkozott és Moreira brazil teniszező klubjának edzője volt 1958-ban.